# Tony van Verre
Tony van Verre (Middelburg, 2 mei 1937 – Veere, 12 maart 2000) was een Nederlands programmamaker en liedjesschrijver.
Zijn loopbaan begon in het AVRO-radioprogramma Minjon, een kweekvijver voor nieuw talent. Hij werd destijds afgewezen door de Toneelschool, maar studeerde wel theaterwetenschappen. Hij kwam te werken bij de VARA en kwam met programma’s als
- Vrij entree (radio),
- En dan heb je een chanson (liedjes met Harry Bannink, piano)
- Tony van Verre ontmoet.

In dat laatste programma uitgezonden op de zondagochtend interviewde hij destijds bekende schrijvers en acteurs, onder wie Godfried Bomans, Simon Carmiggelt, Albert Mol, C. Buddingh' en Johan Fabricius. Een aantal gesprekken werd later in boek- en/of elpeevorm uitgegeven. In het kader van dat programma werden vier afleveringen gemaakt met Annie M.G. Schmidt. Vlak na de uitzending van Ko van Dijk jr. overleed de acteur. De opnamen werden vaak bij Van Verre thuis opgenomen. Van Verre knipte vervolgens zijn eigen stem eruit (hij was nogal nerveus) en liet Joop Koopman het commentaar verzorgen.
Van Verre bemoeide zich ook met de Zeeuwse politiek door middel van artikelen in de Provinciale Zeeuwse Courant. Hij was weinig positief over zijn collegae, die volgens hem zichzelf meer het onderwerp van het gesprek maakten dan hun gasten.
Hij werd geëerd voor zijn werk door de Zilveren Reissmicrofoon (1978).